# Olene fusiformis
Olene fusiformis är en fjärilsart som beskrevs av Walker 1855. Olene fusiformis ingår i släktet Olene och familjen tofsspinnare. Inga underarter finns listade i Catalogue of Life.